# Andrimner
Andrimner er i nordisk mytologi Odins kok i Valhalla. Det er Andrimner, der skærer for, når galten Særimner skal tilberedes til et festmåltid i Eldrimner, inden einherjerne om aftenen kommer sultne tilbage fra kampen på Idasletten.